# Nucleus accumbens
Nucleus accumbens (NAcc), také známý jako accumbens nucleus nebo nucleus accumbens septi (což je latinsky jádro ležící proti přepážce neboli septu), je součástí bazálních ganglií koncového mozku. Jedná se o párové jádro, předozadní část nucleus caudatus a putamen, od nichž je odlišeno mikroskopicko-anatomickou strukturou.
Tvoří jej shluk neuronů v rámci striata. Hraje důležitou roli v mechanismech odměny, potěšení, smíchu, závislosti, agrese, strachu, a také placebo efektu.
Morfologicky a funkčně se skládá ze dvou různých oddílů: vnitřní dřeně a povrchového pláště. Spoje ncl. accumbes s corpus amygdaloideum jsou zodpovědné za některé pudy a hlavně vznik závislosti.